# 御膳味噌
御膳味噌（ごぜんみそ）は、徳島県で生産されている味噌。

## 概要
大豆と米麹から作られる甘口の米味噌。現代でも大豆に対する米麹の標準的な比率は10:14と麹が多く、塩分12%、全糖17%の多糖多塩型の味噌である。色調はCIEのxyY表色系のY値が15-20の赤味噌と、同30前後の白味噌の両方がある。

## 伝統的な製法
伝統的な原料の配合例は以下の通り。
- 大豆：1斗（約18L）
- 白米麹：1斗3升（約23.5L）
- 塩：3升（5.4L） - 越年用の場合は1.1倍
- もち米：１升半（2.7L）

大寒に仕込みを行い、大豆を1晩水に漬けて浸水させから蒸して皮を取り除く。これにもち米を炊いて冷ましたおこわと白米麹、塩を加える。小さな桶に分けて仕込み、紙を貼って蓋をし300日ほどかけて熟成させる。

## 歴史
現在の徳島県にあたる地域では平安時代以前から大豆が栽培され、撫養では製塩も行われていた。このため、時期は定かではないが古くから味噌作りが行われていたと考えられる。
天正13年（1585年）の四国国分で阿波国の領主となった蜂須賀家政の御膳に味噌が供され、家政も勤倹節約のため味噌食を勧めた事から御膳味噌の名が生まれたという。江戸時代に阿波藍の生産とその原料となるタデアイの栽培が盛んになると、間作として阿波目白大豆が栽培され、味噌の原料となる良質な大豆が得られるようになった。同時期には近畿地方に御膳味噌が出荷され、味噌汁用途よりも副食の生味噌として好まれた。
1966年には徳島県味噌工業協同組合の商標として「御膳」が登録された。1970年代から1980年代にかけて魚井商店は「魚井の御膳みそ」のテレビCMを近畿や中国・四国地方で放送していた。2009年の調査では徳島県の味噌生産量は8,737トンであり、これは全国9位に当たる。